# Deborah (Händel)
Deborah (HWV 51) ist ein Oratorium in drei Teilen von Georg Friedrich Händel mit einem Libretto von Samuel Humphreys. Die Uraufführung fand am 17. März 1733 im King’s Theatre am Haymarket in London statt.

## Entstehung
Im Frühjahr 1732 erlebte das englische Oratorium durch Georg Friedrich Händel eine bedeutsame Innovation, die in Gestalt einer überarbeiteten Version von Esther, kurz darauf gefolgt von einer neuen Fassung von Acis and Galatea als Serenata, in die Musik seiner vorangegangenen italienischen und englischen Vertonungen des Stoffes einging. Händel hatte gute Besetzungen für diese Produktionen, allen voran der ab Herbst 1730 wieder zurückgekehrte großartige und beliebte Kastrat Senesino, der schon in den Opern der ersten Akademie die Hauptrollen gespielt hatte.
Senesino war auch für die neue Oper Händels eingeplant: Orlando hatte u. a. seinetwegen am 27. Januar 1733 eine sehr erfolgreichen Premiere und Händel plante, an die Erfolge mit Acis and Galatea und Esther vom Vorjahr anschließend, neben einer Wiederaufnahme der Oper Floridante, in den folgenden Fastenwochen auch wieder das neue „Format“, ein Oratorium, anzubieten und schrieb in gut drei Wochen, zwischen den ersten sechs Vorstellungen seines Orlando das Oratorium Deborah, welches er am 21. Februar mit der Notiz in der Partitur abschloss: „G. F. Handel, London, Febr[uar]. 21 v[ieux], St[yle]. 1733“.
Leider hatte der Unternehmer Händel zur Entstehungszeit des Oratoriums durch äußere Umstände angespannte ökonomische Zeiten. Der damalige britische Premierminister Horace Walpole hatte die Steuern angehoben, was Händels Opernbetrieb stark zu spüren bekam. Zudem arbeitete der Prince of Wales an der Etablierung einer Konkurrenz-Operngesellschaft, der Opera of the Nobility („Adelsoper“), die schon im Juni 1733 gegründet werden wird, und man schon ahnen konnte, das dies für Händel große Probleme mit sich bringen würde. Schon deshalb sollten die Verluste durch die Einführung groß angelegter englischsprachiger Oratorien gemildert werden, wozu der Erfolg von Esther im vorangegangenen Jahr berechtigte Hoffnung gab. So schuf Händel die Partitur der Deborah in großer Eile. Noch ausgiebiger als sonst verwendete er dazu Teile früherer Werke, die hier drei Viertel der Musik ausmachen. Man könnte das Oratorium daher als ein Pasticcio bezeichnen. Nach der Fertigstellung der Partitur blieben nun also noch drei Wochen für die Proben und für die Einwerbung von Publikum, denn der Besuch der Uraufführung des Oratoriums war nicht Teil des Opern-Abonnements:

“By HIS MAJESTY’s Command. AT the KING’s THEATRE in the HAY-MARKET, on Saturday the 17th of March, will be perform’d, DEBORAH, A NEW ORATORIO, in ENGLISH. Composed by Mr. HANDEL. And to be performed by a great Number of the best Voices and Instruments.
N. B. This is the last Dramatick Performance that will be exhibited at the King’s Theatre till after Easter. The House to be fitted up and illuminated in a new and particular Manner. Tickets to be deliver’d at the Office […] at One Guinea each, Gallery Half a Guinea.”

„Auf Befehl Seiner Majestät wird im King’s Theatre am Haymarket, am Samstag, dem 17. März, Deborah, ein neues englisches Oratorium, gespielt. Es ist von Herrn Händel komponiert worden und wird nun mit vielen der besten Stimmen und Instrumentalisten aufgeführt.
Hinweis: Dies ist die letzte Theateraufführung bis nach Ostern im King’s Theatre. Das Haus wird auf eine neue und besondere Art und Weise ausstaffiert und beleuchtet sein. Die Tickets sind im Büro für eine Guinee pro Karte, in der Galerie für eine halbe Guinee erhältlich.“

Händels Hoffnung auf Erfolg war so groß, dass er für die Uraufführung der Deborah in „seinem“ Theater am Londoner Haymarket mit den Stars seines Opernunternehmens und an die hundert Mitwirkenden die Eintrittspreise für die Orchestersitze und die Logenplätze verdoppelte, was zu öffentlichen Protesten und zum Widerstand der Abonnenten führte. Letztlich kam das Werk zwar beim Publikum gut an, finanziell war es jedoch nur mäßig erfolgreich.
Die Besetzung der Uraufführung war:

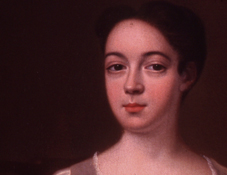
Anna Maria Strada del Pò, sang die Titelrolle in Deborah, in der Folge hielt sie als einzige Händel die Treue und blieb in seinem Ensemble.

- Deborah – Anna Maria Strada del Pò (Sopran)
- Barak – Francesco Bernardi, detto Il Senesino (Mezzosoprankastrat)
- Abinóam & Chief Priest of Israelites – Antonio Montagnana (Bass)
- Sisera – Francesca Bertolli (Altkastrat)
- Jael & Israelitish Woman – Celeste Gismondi (Sopran)
- Chief Priest of Baal – Gustavus Waltz (Bass)

## Aufführungsgeschichte
Im Uraufführungsjahr 1733 wurde das Werk innerhalb von drei Wochen sechsmal im King’s Theatre aufgeführt und anschließend auch am 12. Juli im Sheldonian Theatre in Oxford. In den folgenden Jahren gab es mehrfach Wiederaufnahmen, obwohl der Anfangserfolg nicht so berauschend gewesen war. Für die drei Aufführungen im April 1734 musste Händel fast das gesamte Sängerensemble neu aufstellen, da alle Sänger bis auf die Strada zur konkurrierenden Adelsoper abgewandert waren. Wie immer passte er die Partien den neuen Gegebenheiten und den Möglichkeiten der neuen Sänger an: so auch für drei Vorstellungen Ende März 1735, bei denen er auch noch ein neues Orgelkonzert spielte. Zwei Vorstellungen gab es im November 1744, nochmal zwei im März 1754 und in Dublin konnte man Deborah bis 1759 siebenmal, in Edinburgh dreimal hören. Die letzte Aufführung zu Händels Lebzeiten fand am 19. März 1756 im Covent Garden Theatre statt.
Nach Händels Tod wurde das Oratorium in den beiden folgenden Jahrzehnten auf Veranlassung des seit 1760 regierenden Königs Georg III. in verschiedenen Londoner Theatern gespielt: 1764, 1766/67, 1771, 1781 und 1787. Auch war es 1767 wieder in Oxford zu hören, bevor es aus der öffentlichen Wahrnehmung verschwand.
Nur zweimal wurde Deborah im 19. Jahrhundert in London zu Gehör gebracht: 1843 von der „Sacred Harmonic Society“, einer Organisation von Amateur-Musikern, unter der Leitung von George Smart und 1854 von einer heute nicht mehr bekannten Chorgemeinschaft.
Im Frühjahr 1833 stattete der 24-jährige Felix Mendelssohn Bartholdy London seinen vierten Besuch ab, als sich ihm die seltene Gelegenheit bot, im Buckingham-Palast Händels Autographe einzusehen. Dabei wurde er auch auf Deborah aufmerksam, welche er wertschätzte. Auf seine Initiative geht die Aufführung beim Aachener Musikfest im Mai 1834 unter der Leitung von Ferdinand Ries zurück. Und unter Joseph Joachim wurde das Oratorium 1879 in der Königlichen Akademischen Hochschule für ausübende Tonkunst in Berlin gespielt.
Nachdem Friedrich Chrysander im Rahmen seiner Händel-Gesamtausgabe die Partitur von Deborah 1869 drucken ließ, verfasste er auch eine gekürzte Version des Stückes, welche 1889 in Hamburg (Leitung: Friedrich Adolf Mehrkens), 1895 in Mainz (Fritz Volbach), 1896 in Leipzig, 1898 in Basel und 1899 in Wien (Richard von Perger) zur Aufführung kam. Das waren bis zur Jahrhundertwende etwa fünfzehn Aufführungen.
Auch im 20. Jahrhundert hatte Deborah nur mäßig Erfolg. Man weiß von einer Aufführung 1910 in Leipzig. Die erste englische Aufführung der Neuzeit scheint es am 14. Oktober 1955 während des Norfolk & Norwich Festivals mit dem Hallé-Orchester unter der Leitung von Heathcote Dicken Statham gegeben zu haben, die erste deutsche während der Göttinger Händel-Festspiele 1967 mit dem Rundfunkorchester des NDR Hannover unter der Leitung von Günther Weißenborn.

## Libretto

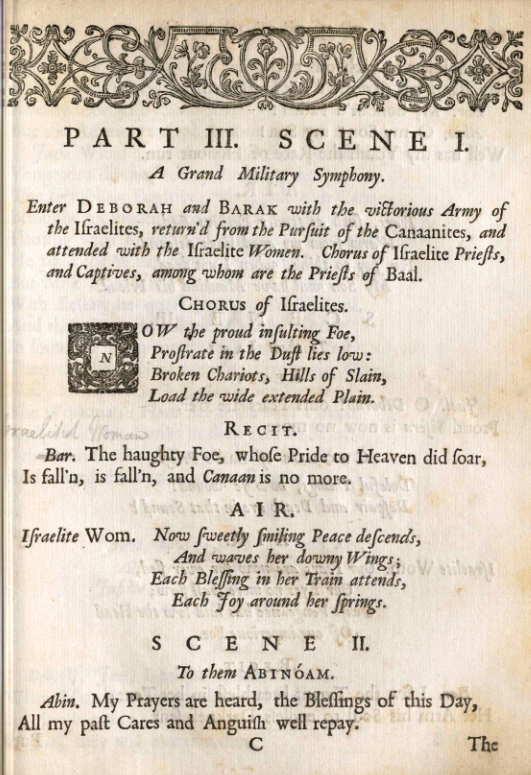
Beginn des dritten Teiles im Librettodruck von John Watts, London 1733.

Der Organist der Chapel Royal Maurice Greene, hatte im Herbst 1732 sein erstes Oratorium, The Song of Deborah and Barak, aufführen lassen. Vielleicht war das der Grund, warum Händel jenes Sujet wählte, denn ihm ist diese Aufführung kaum entgangen. Jedenfalls beauftragte er den Dichter Samuel Humphreys, welcher zu der Zeit Sekretär seiner zweiten Opernakademie war, ein Textbuch zu schreiben. Dieser hatte zuvor für Händel schon zwei italienische Opern ins Englische übersetzt und wesentlich bei der „Verwandlung“ seiner Masque Esther zum gleichnamigen Oratorium mitgewirkt. Humphreys entnahm die Geschichte dem vierten und fünften Buch der Richter und entwickelte den biblischen Text insofern weiter, als die von Deborah vorausgesagte Vernichtung des kanaanitischen Heeres als ein Gleichnis für alle Siege Israel über seine Feinde aufgefasst wird. Der Kern des Dramas, was an einem einzigen Tag spielt, ist also im Wesentlichen nur die Frage, ob Jehova oder Baal am Ende siegen werden, weniger der Kampf der unterdrückten Israeliten gegen die Kanaaniter selbst.

## Handlung

### Erster Teil
Erste Szene (Nummern 1 bis 8). Die Ouvertüre beschreibt zunächst musikalisch den Konflikt zwischen Israeliten und Kanaanitern. Im Chor Immortal Lord of earth and skies (Nr. 1 Du Gott der Macht, du Gott der Kraft) bekräftigen die Israeliten ihr Vertrauen auf Gott. Die Richterin Deborah ernennt nun Barak, den Sohn des Abinóam, zum Feldherrn. Zum Sieg brauche er sich nur auf Gott zu verlassen und seiner Inspiration zu folgen. Der Chor bestätigt dies: Forbear thy doubts! (Nr. 3 Wirf ab die Scheu!) und ruft zu den Waffen. Barak nimmt den Auftrag an. Nach einem weiteren Gebet um Gottes Hilfe prophezeit Deborah, dass der Anführer der Kanaaniter durch die Hand einer Frau umkommen werde. Barak lobt die Frauen, die den gleichen Ruhm verdienen wie die Männer.
Zweite Szene (Nummern 9 und 10). Die Israelitin Jael tritt auf und bittet um ein Ende der Gewalt. Deborah sieht in einer Vision, wie Jael von Engeln umgeben und geschützt wird: Choir of angels, all around thee (Nr. 9 Rings umlagern Engelschaaren). Sie werde durch ihre Tugend noch an diesem Tag zum Stolz ihres Geschlechts werden. Jael beschreibt ihre Freude in der Arie To joy He brightens my despair (Nr. 10 Er kehrt in Freude Angst und Pein).
Dritte Szene (Nummern 11 bis 13). Abinóam ist stolz auf seinen Sohn Barak und rät ihm, sich sowohl auf den Sieg als auch auf den Tod vorzubereiten, sich tugendhaft zu verhalten und alles übrige dem Himmel zu überlassen. Barak ist bereit zum Kampf: All danger disdaining, For battle I glow (Nr. 12 Alle Gefahr verachtend brenne ich für die Schlacht).
Vierte und fünfte Szene (Nummer 14). Ein Herold vom gegnerischen Lager Siseras erscheint und bietet Verhandlungen an. Barak weist ihn zurück. Die Israeliten sind jetzt zum Kampf gerüstet. Deborah und Barak drücken ihre Zuversicht aus. Der erste Teil endet mit einem hoffnungsvollen Dankgebet des Chores.

### Zweiter Teil

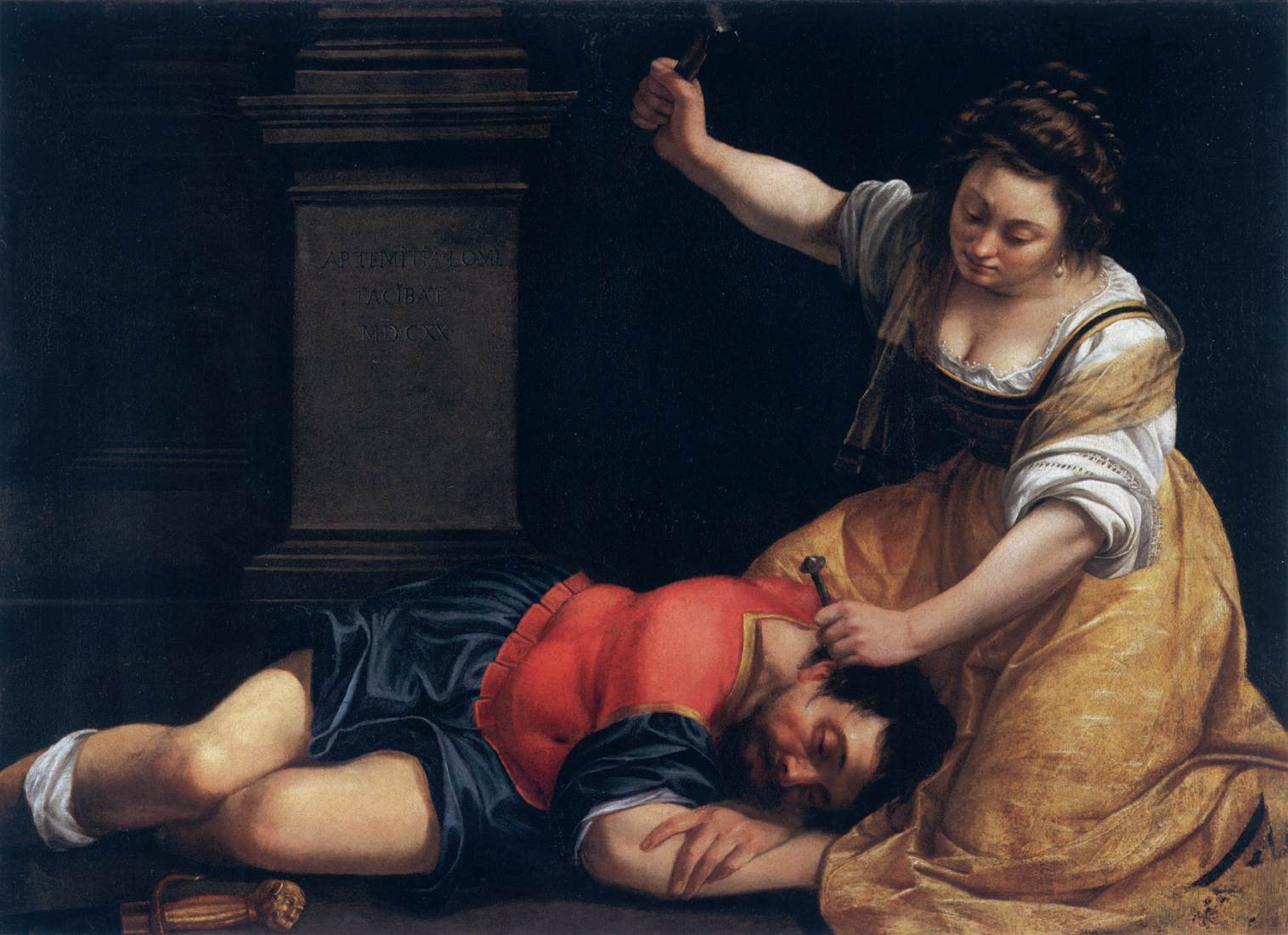
Jaël tötet Sisera von Artemisia Gentileschi, Florenz 1620

Erste Szene (Nummer 15). Deborah, Barak, Abinóam, Jael und die Israeliten erwarten den Angriff Siseras auf dem Berg Tabor. Ein Chor israelitischer Priester und ein Chor von Baalspriestern des Gegners unterstützen jeweils ihre Leute.
Zweite Szene (Nummern 16 bis 29). Sisera fordert die Israeliten auf, sich zu unterwerfen: At my feet extended low (Nr. 16 Tief vor mir zum Staub gebeugt). Deborah weist dies zurück, da Gott selbst sein Feind sei: In Jehova’s awful sight (Nr. 17 Vor Jehova ist die Pracht). Es folgt ein Wortstreit zwischen Sisera und Barak über die Macht ihrer Götter Jehova und Baal, der von den Chören der Baalspriester und der Israeliten sowie ihren jeweiligen Hohepriestern aufgenommen wird und den Höhepunkt der Handlung darstellt. Deborah warnt Sisera vor dem Zorn Gottes und schickt ihn und seine Leute fort. Barak und die Israeliten sind nun zum Kampf bereit: The great King of Kings will aid us today (Nr. 29 Der Herrscher der Welt, er befreit uns heut).

### Dritter Teil
Erste Szene (Nummern 30 und 31). Die siegreichen Israeliten kehren von der Verfolgung der Kanaaniter zurück. Die Baalspriester wurden gefangen genommen. Der Chor feiert nach einer großen militärischen Introduktion mit den Worten Now the proud insulting foe Prostrate in the dust lies low (Nr. 30 Nun des bittern Todes Raub, Liegt der stolze Held im Staub).
Zweite Szene (Nummer 32). Abinóam begrüßt erleichtert seinen Sohn Barak, der seine kriegerische Aufgabe erfüllt hat.
Dritte Szene (Nummern 33 bis 39). Jael überbringt die Nachricht, dass Sisera tot sei. Die Baalspriester beklagen ihren Anführer mit den Worten Doleful tidings, how ye wound! (Nr. 33 Weh, dahin ist unser Hort!). Nach Baraks Aufforderung erzählt Jael nun, wie Sisera nach dem verlorenen Kampf in ihr Haus geflüchtet war. Nachdem sie ihn mit Milch erfrischt hatte, sei er eingeschlafen. Sie habe dann Nagel und Hammer ergriffen und ihn durch die Schläfe an den Boden genagelt. Die triumphierende Arie Tyrant, now no more we dread thee (Nr. 35 Wüthrich! nicht mehr scheut dies Land dich) beendet ihren Bericht. Deborah und Barak rühmen ihre Tat. Das Oratorium endet mit dem Jubelchor Let our glad songs to Heav’n ascend (Nr. 39 Zum Himmel auf schall’ unser Chor) und einem Alleluja.

## Musik

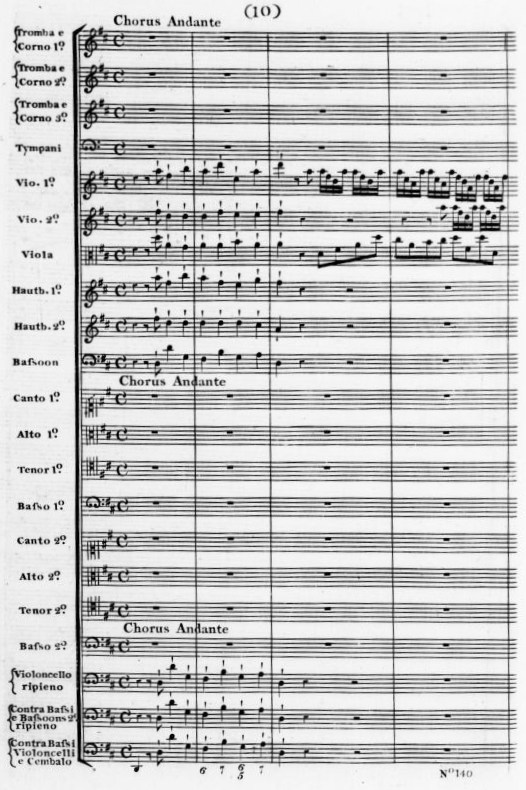
Beginn des ersten Chores Immortal Lord of earth and skies, Beispiel der reichhaltigen Orchester- und Chorbesetzung.
Druck von Samuel Arnold, London 1794

Wegen seiner enormen Arbeitsbelastung, der Dichte der Termine und des Stresses wegen der Anfeindungen seiner Opernakademie hatte Händel für die Musik von Deborah nur wenig Zeit. Deshalb machte er vom ihm sehr vertrauten Parodieverfahren regen Gebrauch und verwendete viele Teile früherer eigener Werke. Nach Winton Dean gehen etwa drei Viertel der Musik auf Kompositionen zurück, die er in früheren Jahren geschrieben hatte: auf die Brockes-Passion (1716), Il trionfo del Tempo e del Disinganno (1707), dem Dixit Dominus (1707), der Serenata Aci, Galatea e Polifemo (1708) und der Ode for the Birthday of Queen Anne (1713). Die Schlusschöre aller drei Teile basieren auf den Coronation Anthems (1727), der Eingangschor Immortal Lord of earth and skies entspricht dem neunten Chandos Anthem O praise the Lord with one consent von 1717/18. Die Chöre spielen in Deborah eine überragende Rolle, besonders darin, wie Händel diese als „handelnde Personen“ einführt und deren „Anthems“, die Gesänge der anglikanischen Liturgie, mit dem traditionellen Gerüst des italienischen „Oratorio“ eine Verbindung eingehen lässt, die bald die Definition eines englischen Oratoriums ausmachen werden. Insofern ist Deborah nach Esther ein weiterer Meilenstein.

## Orchester
Zwei Traversflöten, zwei Oboen, zwei Fagotte, drei Hörner, drei Trompeten, Pauken, Streicher und Basso continuo (Violoncello, Laute, zwei Cembali, zwei Orgeln).
Auffällig ist der große Aufwand in der Besetzung. So sind einige der Chöre achtstimmig (doppelchörig), und es gibt groß angelegte Orchestereffekte mit Trompeten und Pauken. Das Orchester sieht neben den Oboen- und Streicher-Ensembles drei Waldhörner, drei Trompeten mit Pauken und je zwei Orgeln und Cembali vor. Zum Oboen-Ensemble gehören hier zwei Fagotte. Bei den Streichern sind die Violinen gelegentlich dreifach und die Violen zweifach geteilt.
Der Viscount Perceval, später der 1. Earl of Egmont, notiert, dass das Orchester aus nahezu 75 Musikern bestanden hat:

“Tuesday, 27. – […] Went in the evening to see “Deborah,” an oratorio, made by Hendel. It was very magnificent, near a hundred performers, among whom about twenty-five singers.”

„Dienstag, den 27. – Abends besuchte ich „Deborah“, ein Oratorium von Händel. Es war großartig, es gab fast hundert Mitwirkende, darunter etwa fünfundzwanzig Sänger.“

## Struktur des Oratoriums
Ouverture. (Grave – Poco allegro – Allegro) (2 Ob, Str, BC)

### Erster Teil
| Scene I   | 1. Grand Chorus. Coro I/II (2 Ob, Fg, 3 Trp, 3 Hr, Pk, Str, 2 Org, 2 Cb, BC) Immortal Lord of earth and skies |
|           | Recitative. Deborah, Barak O Barak, favour’d of the skies                                                     |
|           | 2. Duet. Barak, Deborah (Str, BC) Where do thy ardours raise me!                                              |
|           | 3. Chorus. (2 Ob, Str, BC) Forbear thy doubts! to arms! away!                                                 |
|           | Recitative. Barak Since heav’n has thus his will express’d                                                    |
|           | 4. Chorus. (2 Ob, Str, BC) For ever to the voice of pray’r                                                    |
|           | 5. Accompagnato (The Invocation). Deborah (Str, BC) By that adorable decree                                   |
|           | 6. Chorus. Coro I/II (2 Ob, 2 Fg, Str, BC) O hear thy lowly servants’ pray’r                                  |
|           | Recitative. Deborah Ye sons of Israel, cease your fears                                                       |
|           | 7. Chorus. (2 Ob, Str, BC) O blast, with thy tremendous brow                                                  |
|           | Recitative. Barak To whomsoe’er his fate the tyrant owes                                                      |
|           | 8. Air. Barak (2 Vl, BC) How lovely is the blooming fair                                                      |
| Scene II  | Recitative. Jael, Deborah O Deborah! where’er I turn my eyes                                                  |
|           | 9. Air. Deborah (2 Ob, 2 Vl, BC) Choirs of angels, all around thee                                            |
|           | Recitative. Jael My transports are too great to tell                                                          |
|           | 10. Air. Jael (2 Vl, BC) To joy he brightens my despair                                                       |
| Scene III | Recitative. Abinóam Barak, my son, the joyful sound                                                           |
|           | 11. Air. Abinóam (Str, BC) Awake the ardour of thy breast                                                     |
|           | Recitative. Barak I go where heav’n and duty call                                                             |
|           | 12. Air. Barak (2 Ob, Str, BC) All danger disdaining                                                          |
|           | 13. Chorus. (2 Ob, Str, BC) Let thy deeds be glorious                                                         |
| Scene IV  | Recitative. Herald, Barak My charge is to declare                                                             |
| Scene V   | Recitative. Deborah Let him approach pacific, or in rage                                                      |
|           | 14. Chorus. (2 Ob, Str, BC) Despair all around them                                                           |

### Zweiter Teil
| Scene I  | 15. Chorus of the Israelites Priests. (2 Ob, Fg, Str, BC) See, the proud chief advances now                                       |
| Scene II | Recitative. Sisera That here rebellious arms I see                                                                                |
|          | 16. Air. Sisera (2 Ob, 2 Vl, BC) At my feet extended low                                                                          |
|          | Recitative. Deborah Go, frown, Barbarian                                                                                          |
|          | 17. Air. Deborah (Ob, 2 Fg, Str, BC) In Jehovah’s awful sight                                                                     |
|          | Recitative. Sisera Yes, how your God in wonders can excel                                                                         |
|          | 18. Air. Sisera (2 Vl, BC) Whilst you boast the wond’rous story                                                                   |
|          | 19. Air. Barak (Str, BC) Impious mortal, cease to brave us!                                                                       |
|          | Recitative. Chief Priest of Baal Behold the nations all around                                                                    |
|          | 20. Chorus of Baal’s Priests. (2 Ob, Str, BC) O Baal! monarch of the skies!                                                       |
|          | Recitative. Chief Priest of the Israelites No more! ye infidels, no more!                                                         |
|          | 21. Chorus of Israelites. (2 Ob, Fg, Str, 2 Org, BC) Lord of eternity, who hast in store                                          |
|          | 22. Chorus (2 Ob, Fg, Str, BC) Plead thy just cause                                                                               |
|          | Recitative. Deborah, Sisera By His great name, and His alone                                                                      |
|          | 23. Solo and Chorus. Deborah, Sisera, Barak, Baal’s Priest, Coro I/II (2 Ob, Fg, Str, Org, Cb, BC) All your boast will end in woe |
|          | Recitative. Barak Great prophetess! my soul’s on fire                                                                             |
|          | 24. Air. Barak (Fl, Ob, 2 Vl, Org, BC) In the battle, fame pursuing                                                               |
|          | Recitative. Abinóam Thy ardours warm the winter of my age                                                                         |
|          | 25. Air. Abinóam (2 Vl, BC) Swift inundation of desolation                                                                        |
|          | Recitative. Israelite Woman O Judah, with what joy I see                                                                          |
|          | 26. Air. Israelite Woman (2 Vl, BC) No more disconsolate I’ll mourn                                                               |
|          | Recitative. Deborah Now, Jael, to thy tent retire                                                                                 |
|          | 27. Air. Jael (2 Vl, BC) O the pleasure my soul is possessing                                                                     |
|          | Recitative. Deborah Barak, we now to battle go                                                                                    |
|          | 28. Duet. Deborah, Barak (2 Ob, 2 Vl, BC) Smiling freedom, lovely guest                                                           |
|          | 29. Chorus. (2 Ob, 3 Trp, Pk, Str, BC) The great King of Kings will us aid today                                                  |

### Dritter Teil
| Scene I   | 30. A Grand Military Symphonie and Chorus of Israelites. (2 Ob, 2 Hr, Str, BC) Now the proud insulting foe |
|           | Recitative. Israelite Woman The haughty foe, whose pride to Heav’n did soar                                |
|           | 31. Air. Israelite Woman (Ob, 2 Vl, BC) Now sweetly smiling Peace descends                                 |
| Scene II  | Recitative. Abinóam, Barak My pray’rs are heard, the blessings of this day                                 |
|           | 32. Air. Abinóam (2 Fl, 2 Vl, Org, BC) Tears, such as tender fathers shed                                  |
| Scene III | Recitative. Jael O Deborah! my fears are o’er                                                              |
|           | 33. Chorus of Baal’s Priests. (2 Ob, Str, Org, Cb, BC) Doleful tidings, how ye wound                       |
|           | 34. Air. Israelite Woman (2 Vl, BC) Our fears are now forever fled                                         |
|           | Recitative. Barak, Jael I saw the tyrant breathless in her tent                                            |
|           | 35. Air. Jael (2 Ob, 2 Vl, BC) Tyrant, now no more we dread thee                                           |
|           | Recitative. Deborah If, Jael, I aright divine                                                              |
|           | 36. Air. Deborah (2 Vl, BC) The glorious sun shall cease to shed                                           |
|           | Recitative. Barak May Heav’n with kind profusion shed                                                      |
|           | 37. Air. Barak (2 Vl, BC) Low at her feet he bow’d, he fell                                                |
|           | 38. Accompagnato. Deborah (Str, BC) O great Jehovah! may thy foes                                          |
|           | 39. Chorus. (2 Ob, Fg, 3 Hr, 3 Trp, Pk, Str, Org, Cb, BC) Let our glad songs to Heav’n ascend              |

## Diskografie
Inzwischen gibt es mehrere CD-Aufnahmen des Werks:
- Bärenreiter Musicaphon BM 30 SK 1341/42 (1967): Gertraut Stoklassa (Deborah), Friedreich Melzer (Barak), Lothar Ostenburg (Abinóam, Chief Priest of the Israelites), Georg Jelden (Sisera), Christel Patzschke (Jael), Horst Schwarzer (Chief Priest of Baal), Victor Martens (Herald)
Chor der St.-Jacobi-Kantorei Göttingen, Rundfunkorchester des NDR, Hannover; Dir. Günther Weissenborn (89 min, Ausschnitte, deutsch)
- Memories – HR 4126 (1970): Jessye Norman (Deborah), Margarita Lilowa (Barak), Ladislaus Anderko (Abinóam), Hermann Winkler (Sisera), Ileana Cotrubas (Jael), Maria Vittoria Romano (Chief Priest of the Israelites)
Prager Philharmonischer Chor, Orchestra Del Maggio Musicale Fiorentino; Dir. Riccardo Muti (59 min, Ausschnitte, deutsch)
- Hyperion 66841 (1993): Yvonne Kenny (Deborah), James Bowman (Barak), Michael George (Abinóam), Catherine Denley (Sisera), Susan Gritton (Jael), Adrian Peacock (Chief Priest of the Israelites), Colin Campbell (Chief Priest of Baal) und Mark Milhofer (Herold)
Choir of New College Oxford, Salisbury Cathedral Choristers, King’s Consort London; Dir. Robert King (140 min)
- Naxos 554785-87 (1999): Elisabeth Scholl (Deborah), Lawrence Zazzo (Barak), Jelle S. Draijer (Abinóam, Priest), Ewa Wolak (Sisera), Natacha Ducret (Jael), Knut Schoch (Herald)
Junge Kantorei, Barockorchester Frankfurt; Dir. Joachim Carlos Martini (163 min, live)